# Ítéletnap
Ítéletnap (węg. Dzień Sądu) – czwarty studyjny album węgierskiej grupy muzycznej Ossian, wydany w 1991 roku przez Hungaroton-Gong na LP i MC. Materiał został nagrany w 1991 roku w P.Stúdió. Album przez szesnaście tygodni utrzymywał pierwsze miejsce na węgierskiej liście przebojów Top 40 album- és válogatáslemez-lista, był także pierwszym albumem Ossian, który zajął pierwsze miejsce na tej liście. W 2003 roku Hungaroton wznowił album na CD.

## Lista utworów
1. "Az ítéletnap" (4:21)
2. "A szerelem gyilkosa" (3:51)
3. "Motor-őrület" (4:06)
4. "Nincs válasz" (4:08)
5. "A törvényen kívüli" (4:52)
6. "Viharmadár" (4:15)
7. "Magányos angyal" (4:14)
8. "Nehéz lesz minden nap" (3:42)
9. "Hé, rock 'n' roll" (3:51)
10. "Rocker vagyok" (3:06)

## Wykonawcy

### Skład zespołu
- Zoltán Maróthy – gitary, wokal
- Endre Paksi – wokal
- Csaba Tobola – perkusja
- Gábor Vörös – gitara basowa

### Realizacja
- Egon Póka – reżyser dźwięku
- Péter Rozgonyi – inżynier dźwięku
- Miklós Küronya – inżynier dźwięku (edycja CD)
- Ottó Tivadar – inżynier dźwięku (edycja CD)
- László Göbölyös – zdjęcia
- Wojciech Siudmak – grafika
- György Soós – grafika